# Мадам Гюйон
Жанна-Мария Гюйон, урождённая Бувье де ла Мотт, чаще называемая Мадам Гюйон (фр. Jeanne Marie Bouvier de la Motte Guyon; 13 апреля 1648, Монтаржи — 9 июня 1717, Блуа) — французский философ, христианский мистик, писательница, автобиограф, один из крупнейших представителей квиетизма.

## Биография
Жанна Бувье де ла Мотт родилась в буржуазной семье, её отец был судьёй.
Обучалась в монастырской школе, где познакомилась с мистическими сочинениями Франциска Сальского и Иоанны де Шанталь. Однако монахиней она не стала, а в 16 лет вышла замуж за тридцативосьмилетнего аристократа Жака Гюйона, сеньора де Шеснёй. В этом браке Гюйон родила пятерых детей, двое из которых умерли в детстве.
В 1676 году умирает и её муж. После этого мадам Гюйон, обеспечив материально своих детей, возглавляет в 1681 году в Жексе общину женщин, перешедших из кальвинизма в католицизм. Епископ Женевский определил ей духовным руководителем барнабита (барнабиты или варнавиты — Регулярные клирики св. Павла — монашеский орден Римско-католической церкви, основанный в 1530 году в Милане) Франциска Лакомба. С 1681  по 1686 г.г. Лакомб сопровождал мадам Гийон во многих путешествиях по Италии, Франции и Швейцарии. Однако вскоре она оставляет эту свою деятельность, чтобы в Тонон-де-Бене на Женевском озере заняться изучением мистической католической литературы.
В 1686 году мадам Гюйон приезжает в Париж, где быстро сходится с влиятельными придворными, интересующимися мистицизмом, в том числе и с мадам де Ментенон, на которую Гюйон произвела сильное впечатление.
В 1688 году мадам Гюйон, по распоряжению парижского архиепископа, была насильно заключена в монастырь визитандинок, однако вскоре по требованию мадам де Ментенон вышла на свободу.
После своего освобождения Гюйон через мадам де Ментенон знакомится с воспитателем принцев короны Франсуа Фенелоном, на которого мадам Гюйон впоследствии также имела большое влияние. В связи с этим та власть, которой начала пользоваться при дворе Гюйон, была негативно оценена многими влиятельными особами, поддерживавшими великодержавную политику короля Людовика XIV, которую последний проводил начиная с 1667 года. Учение мадам Гюйон было слишком мягким и пацифистским, являлось опорой для оппозиции трону.
После падения в 1693 году мадам де Ментенон судьба мадам Гюйон была предрешена.
В 1694 году епископ Мо Жак-Бенинь Боссюэ проводит теологическую проверку сочинений Гюйон и обнаруживает в них 30 «ошибок». Несмотря на заступничество Фенелона, Боссюэ, заручившись поддержкой папы, добивается заключения мадам Гюйон в тюрьму.
В 1695 она — как «государственный преступник» — отправлена в Венсеннскую крепость, затем содержалась в монастыре, а период с 1698 по 1703 год провела в Бастилии.
После освобождения жила у одного из своих сыновей в Дизье близ Блуа, ведя оживлённую переписку со своими единомышленниками.
Многочисленные путешествия и разнообразная деятельность, не помешали мадам Гийон написать тридцать пять томов сочинений.
В начальный период отношений с мадам Гийом Франциск Лакомб велел ей записывать все приходящие ей в голову мысли, что она и выполняла абсолютно автоматически, не задумываясь особенно над тем, что она пишет. В автобиографии она утверждала, что её переполняло неодолимое желание написать «Les torrents spirituels» («Духовные потоки») и что самое удивительное во всём этом было то, что текст как бы изливался из глубины её души, минуя рассудок.

## Упоминание в русской литературе
В романе этнографа-беллетриста (и чиновника Министерства внутренних дел Российской империи по особым поручениям, он занимался исследованием русских сект — и как чиновник, и в качестве этнографа) П. Мельникова-Печёрского «На горах» (1881) связанная с хлыстами «фармазонка» Марья Ивановна, навязываясь в наставницы к простодушной Дуне Смолокуровой, советует ей к прочтению произведения «госпожи Гион» (часть 2, глава 11).